# Tricentrogyna fractaria
Tricentrogyna fractaria là một loài bướm đêm trong họ Geometridae.